# الخنق (الجوف)
الخنق هي إحدى قرى الجمهورية اليمنية. وهي تتبع جغرافيًا لمحافظة الجوف. وإداريًا لمديرية خب والشعف. يبلغ تعداد سكانها 2191 نسمة حسب الإحصاء الذي أجري عام 2004. وتتكون من عدة عزل وهي
البريد، لثبه، العان الاعلى، العان الاسفل، حصن بن مهاه، زور ال سبتان ظلمه، مخرودة، صفاره، المقالده، عشره، العنز، القنعة، سواء